# Magical Drop II
Magical Drop II (マジカルドロップ2?, Magikaru Doroppu 2) è un videogioco rompicapo del 1996, secondo capitolo della serie Magical Drop. Passò dall'hardware dei cabinati arcade proprietari di Data East al Neo Geo di SNK.
Magical Drop II venne convertito per Neo Geo CD, Super Famicom e Sega Saturn. Nel 2017 la versione per Neo Geo è stata ripubblicata su Nintendo Switch, mentre nel 2021 è stata inserita all'interno di Nintendo Switch Online un'inedita localizzazione in inglese della versione per Super Famicom.

## Modalità di gioco
Si differenziò notevolmente dal precedente Magical Drop, dal momento che qui le sfere normali e quelle speciali possono essere abbinate insieme, mentre prima ciò non era consentito. Anche la modalità "Solo Play", ora denominata "Puzzle Mode", venne modificata aggiungendo più righe di sfere da risolvere. Infine, la versione giapponese di Magical Drop II contiene una terza modalità chiamata "Hirameki", che offre schemi preimpostati da risolvere.
Nei porting per Super Famicom e Saturn vennero aggiunte brevi conversazioni tra i personaggi durante gli intermezzi; inoltre la versione per Super Famicom consente anche ai giocatori di regolare i parametri dei personaggi.

## Accoglienza
In Giappone, Game Machine classificò Magical Drop II nel numero del 1º maggio 1996 al 5º posto tra i videogiochi arcade di maggior successo del mese. Next Generation assegnò alla versione per Neo Geo AES di Magical Drop II 3 stelle su 5, dicendo che diventa monotona dopo un po', ma nel complesso è solida e crea dipendenza. Ha scoperto che la qualità più distintiva del gioco era il suo ritmo accelerato, sottolineando che "non devi essere preciso come [in] alcuni giochi di puzzle, ma non c'è tempo per pensare, solo tempo per fare". Esaminando la versione per Nintendo Switch, Nintendo Life lo ha definito "un vero classico e un gioco imperdibile per i fan dei puzzle game". Analogamente a Next Generation, il recensore ha affermato che il gioco è definito da come ricompensa i riflessi veloci anziché la strategia, in particolare notando che non è necessario pianificare le combo come nella maggior parte dei giochi del suo genere, una variazione che ha trovato "a dir poco esaltante". Inoltre, elogiando l'atmosfera colorata e la presentazione, la musica accattivante, il multiplayer coinvolgente e l'uso ideale del controller Joycon, gli ha assegnato 8 stelle su 10.